# Scaptomyza terminalis
Scaptomyza terminalis is een vliegensoort uit de familie van de fruitvliegen (Drosophilidae). De wetenschappelijke naam van de soort werd voor het eerst geldig gepubliceerd in 1863 door Hermann Loew.